# 二氟化铬
二氟化铬是一种无机化合物，化学式为CrF2。它是蓝绿色的固体，微溶于水，难溶于乙醇，可溶于沸腾的盐酸，但和热的浓硫酸或浓硝酸无作用。它和其它二价铬化合物一样，在空气中可以氧化为三氧化二铬。

## 制备及结构
它可由无水氯化亚铬和氟化氢反应得到，反应在室温就可以发生，但通常选择100-200 °C以让反应进行完全。
CrCl2  +  2HF   →   CrF2  +  2HCl
CrF2具有金红石结构，Cr(II)为八面体，F−处于三角形的几何环境。两个Cr-F键键长为2.43 Å，另外四个Cr-F键较短，为2.00 Å。